# Usurpateur romain
Pour les articles homonymes, voir Usurpation.
Un usurpateur romain est une personne, souvent un soldat ou un général (sénateur ou chevalier), qui s'auto-proclame ou se fait acclamer Auguste par ses soldats, la garde prétorienne ou le Sénat, et qui s'oppose au gouvernement de l'empereur en fonction.

## Périodes des usurpations
Les usurpateurs romains sont apparus dès la dynastie julio-claudienne sous le règne de Claude pour une acception large du concept et sous le règne de Néron pour pouvoir qualifier de réelles prises de titres et de pouvoirs, avec Vindex, gouverneur de la Lyonnaise. Depuis ce temps et jusqu'à la séparation entre l'Empire romain d'Orient et l'Empire romain d'Occident en 395, chaque changement de dynastie au sein de l'Empire correspond à la réussite d'une tentative d'usurpation d'un général. Plusieurs empereurs — Vespasien, Didius Julianus, Septime Sévère, Dioclétien ou même Constantin Ier — sont d'abord des usurpateurs avant de devenir légitimes, et le dernier des usurpateurs encore puissant est Eugène, qui prend la pourpre sous Théodose Ier ; ainsi, « un usurpateur qui a réussi son usurpation est ensuite toujours tenu pour légitime, alors que s'il perd le pouvoir il reste un usurpateur ».
Pendant la longue série de guerres civiles qui occupent le paysage de l'Histoire romaine entre la mort d'Alexandre Sévère et l'avènement de Dioclétien, une trentaine de généraux, soldats, gouverneurs et rois étrangers s'auto-proclament empereurs. Cette période est encore parfois appelée — à tort — de nos jours l'« Anarchie militaire », suivie par l'époque dite des « Trente Tyrans » (même une partie de ces usurpateurs sont inventés par l'auteur anonyme de l’Histoire Auguste, en écho rhétorique aux Trente Tyrans d'Athènes à la fin de la guerre du Péloponnèse).
Sous l'Empire romain d'Occident, le règne de Flavius Honorius voit une nouvelle recrudescence d'usurpations, notamment en Gaule, là où les grandes invasions font le plus de dégâts. S'ensuivent des empereurs fantoches jusqu'à Romulus Augustule, lui-même usurpateur, non reconnu par Byzance, contrairement à son prédécesseur Julius Nepos.

## Liste des usurpateurs romains

### Sous le Principat

#### Les Julio-Claudiens
- Clemens, usurpateur à Rome en 16 sous Tibère
- Scribonien, usurpateur en Dalmatie en 42 sous Claude
- Silius, usurpateur à Rome en 48 sous Claude
- Vindex, usurpateur en Gaule Lyonnaise en 68 sous Néron
- Galba, usurpateur en Hispanie en 68 sous Néron, puis empereur légitime

#### Première année des quatre empereurs
- Nymphidius Sabinus, essaya de se faire proclamer empereur à Rome en 68 sous Galba
- Capito, usurpateur en Germanie en 68 sous Galba
- Othon, usurpateur à Rome en 69 sous Galba
- Vitellius, usurpateur en Germanie en 69 sous Galba puis Othon, puis empereur légitime
- Albinus, usurpateur en Maurétanie en 69 sous Vitellius

#### Les Flaviens
- Julius Sabinus, proclamé empereur des Gaules en 69-70, au début du règne de Vespasien
- Terentius Maximus, essaya de se faire proclamer empereur en 79-80, sous Titus
- Antonius Saturninus, essaya de se faire proclamer empereur en 89, sous Domitien

#### Les Antonins
- Avidius Cassius, autoproclamé en 175 contre Marc Aurèle
- Caerellius Priscus, usurpateur en Bretagne en 184 sous Commode
- Maternus, chef d'une sédition de déserteurs et de brigands dévastant la Gaule en 185-187, parfois considéré comme usurpateur sous Commode

#### Seconde année des quatre empereurs
- Sosius Falco, essaya de se faire proclamer empereur à Rome en 193 sous Pertinax
- Pescennius Niger, proclamé en Orient en 193-194 sous Didius Julianus puis Septime Sévère
- Clodius Albinus, proclamé en Gaule en 193-197 sous Didius Julianus puis Septime Sévère

#### Les Sévères
- Bulla, usurpateur en Italie en 205-207 sous Septime Sévère
- Gellius Maximus, usurpateur en Syrie en 219 sous Héliogabale
- Verus, usurpateur en Syrie en 219 sous Héliogabale
- Seleucus, usurpateur en Mésie en 221 sous Héliogabale
- Seius Sallustius, usurpateur à Rome en 227 sous Sévère Alexandre
- Taurinus, usurpateur en Orient en 232 sous Sévère Alexandre
- Maximin le Thrace, usurpateur en Germanie en 235 sous Sévère Alexandre, puis empereur légitime

### Pendant la Crise du IIIesiècle

#### L'Anarchie militaire
- Magnus, usurpateur à Rome en 235 sous Maximin le Thrace
- Quartinus, usurpateur en Orient en 235 sous Maximin le Thrace
- Gordien Ier, usurpateur en Afrique en 238 sous Maximin le Thrace, puis empereur légitime
- Gordien II, usurpateur en Afrique en 238 sous Maximin le Thrace, puis empereur légitime
- Sabinianus, usurpateur en Afrique en 240 sous Gordien III
- Salvianus, usurpateur en Égypte en 241 sous Gordien III
- Philippe l'Arabe, usurpateur en Orient en 244 sous Gordien III
- Pacatianus, usurpateur sur le Danube en 248 sous Philippe l'Arabe
- Jotapianus, usurpateur en Cappadoce en 248-249 sous Philippe l'Arabe
- Sponsianus, usurpateur sur le Danube en 249 sous Philippe l'Arabe
- Dèce, usurpateur sur le Danube en 249 sous Philippe l'Arabe, puis empereur légitime
- Lucius Priscus, usurpateur en Thrace en 249-251 sous Dèce
- Valens Licinianus, usurpateur au Sénat de Rome en 250 sous Dèce
- Émilien, usurpateur sur le Danube en 253 sous Trébonien Galle, puis empereur légitime
- Valérien, usurpateur sur le Danube en 253 sous Emilien, puis empereur légitime
- Silbannacus, usurpateur en 253 sous Valérien
- Uranius Antoninus, usurpateur en Cappadoce et en Syrie en 253-254 sous Valérien

#### Les Trente Tyrans
Les Trente Tyrans sont une série d'usurpateurs sous les empereurs Gallien, Claude II le Gothique et Aurélien, réels ou fictifs, dressée par l'Histoire Auguste sous cette appellation artificielle par allusion aux Trente Tyrans d'Athènes.
1. Ingenuus en 258 en Mésie
2. Cyriadès en 259-260 en Mésopotamie
3. Regalianus en 260 en Pannonie
4. Macrien en 260-261 en Syrie
5. Macrien le Jeune en 260-261 en Syrie
6. Quiétus en 260-261 en Syrie
7. Odénat en 260-267 en Orient
8. Herodes en 260-267 en Orient
9. Postume en 260-269 en Gaule
10. Postume le Jeune en 260-269 en Gaule
11. Balliste en 261-264 en Syrie
12. Valens l'Ancien en 261 en Achaïe
13. Pison en 261 en Thessalie
14. Émilien en 261-262 en Egypte
15. Trébellien en 264 en Cilicie
16. Celsus en 265 en Egypte[5]
17. Maeonius en 267 en Orient
18. Zénobie en 267-272 en Orient
19. Auréolus en 268 en Italie
20. Lélien en 269 en Gaule
21. Victorin en 269-271 en Gaule
22. Marius en 269 en Gaule
23. Victorine en 271 en Gaule
24. Censorinus en 269 en Italie
25. Tetricus en 271-274 en Gaule
26. Tetricus II en 273-274 en Gaule
27. Herennianus, probablement fictif
28. Timolaus, probablement fictif
29. Saturninus, probablement fictif
30. Titus, probablement fictif

#### Les empereurs Illyriens
- Aurélien, usurpateur dans les Balkans en 270 sous Quintillus, puis empereur légitime
- Wahballat, usurpateur en Orient en 270-272 sous Aurélien
- Felicissimus, usurpateur à Rome en 271 sous Aurélien
- Domitianus, usurpateur dans les Balkans en 271 sous Aurélien
- Septimius, usurpateur en Dalmatie en 271 sous Aurélien
- Urbanus, usurpateur en Italie en 272 sous Aurélien
- Antiochus, usurpateur en Orient en 273 sous Aurélien
- Firmus, usurpateur en Égypte en 273 sous Aurélien
- Faustinus, usurpateur en Gaule en 273 sous Aurélien
- Lydius, usurpateur en Isaurie en 279 sous Probus
- Julius Saturninus, usurpateur en Orient en 280 sous Probus
- Bonosus usurpateur en Gaule en 280 sous Probus
- Proculus usurpateur en Gaule en 281 sous Probus
- Lucius Septimius, usurpateur en Bretagne en 281 sous Probus
- Carus, usurpateur en Pannonie en 282 sous Probus
- Dioclétien, usurpateur en Orient en 284-285 sous Carin
- Julianus usurpateur en Pannonie en 284-285 sous Carin

### Sous le Dominat

#### Les Tétrarchies
- Amandus, usurpateur en Gaule en 285-286 sous Dioclétien
- Aelianus, César usurpateur en Gaule en 285-286 sous Dioclétien
- Carausius, usurpateur en Gaule et en Bretagne en 286-293 sous Maximien
- Allectus, usurpateur en Bretagne en 293-297 sous Constance Chlore
- Domitius Domitianus, usurpateur en Égypte en 297 sous Dioclétien
- Achilleus, usurpateur en Égypte en 297-298 sous Dioclétien
- Flavius Eugenius, usurpateur en Syrie en 303 sous Dioclétien
- Constantin, usurpateur en Gaule et en Bretagne de 306 à 310 sous Sévère puis Galère
- Maxence, usurpateur en Italie et en Afrique de 306 à 312 sous Sévère puis Galère
- Domitius Alexander, usurpateur en Afrique en 308-310 sous Galère
- Severianus, usurpateur en Isaurie en 313 sous Licinius

#### Les Constantiniens
- Calocaerus, usurpateur à Chypre en 333-334 sous Constantin Ier
- Magnence, usurpateur en Occident en 350-353 sous Constance II
- Desiderius, César usurpateur en Occident en 350-353 sous Constance II
- Décence, César usurpateur en Occident en 350-353 sous Constance II
- Vetranio, usurpateur en Occident en 350 sous Constance II
- Népotien, usurpateur à Rome en 350 sous Constance II
- Silvanus, usurpateur en Pannonie en 355 sous Constance II
- Julien, usurpateur en Occident en 360-361 sous Constance II, puis empereur légitime

#### Les Valentiniens
- Procope, usurpateur en Orient en 365-366 sous Valens
- Marcellus, usurpateur en Orient en 366 sous Valens
- Firmus II, usurpateur en Afrique en 372-375 sous Valentinien Ier
- Maxime, usurpateur en Occident en 383-388 sous Valentinien II
- Victor, usurpateur en Occident en 384-388 sous Valentinien II

#### Les Théodosiens et les derniers empereurs
- Eugène, usurpateur en Occident en 392-394 sous Théodose Ier
- Gildon, usurpateur en Afrique en 397-398 sous Honorius
- Marcus, usurpateur en Bretagne en 406-407 sous Honorius
- Gratien, usurpateur en Bretagne en 407 sous Honorius
- Constantin III, usurpateur en Gaule et en Bretagne en 407-411 sous Honorius
- Constant, co-usurpateur en Gaule et en Bretagne en 408-411 sous Honorius
- Maxime, usurpateur en Espagne en 409-411 sous Honorius
- Priscus Attale, usurpateur en Italie en 409-410 et 414-415 sous Honorius
- Jovin, usurpateur en Gaule en 411-413 sous Honorius
- Sebastianus, usurpateur en Gaule en 412-413 sous Honorius
- Héraclien, usurpateur en 413 sous Honorius
- Jean, usurpateur (mais unique maître de l'Empire) en 423-425 sous Valentinien III
- Arvandus, usurpateur en Gaule en 468 sous Anthémius
- Romanus, usurpateur à Rome en 470 sous Anthémius
- Romulus Augustule, usurpateur en Italie en 475-476 sous Julius Nepos, puis empereur légitime